# Magic Reunion Live
Magic Reunion Live è un album live di Al Bano & Romina Power pubblicato in Italia nel 2017. Contiene 18 canzoni registrate durante i loro concerti in giro per il mondo nel periodo che va dal 2013 al 2017.

## Tracce
1. Quel poco che ho – 2:45 (Luciano Beretta, Detto Mariano, Albano Carrisi)
2. Qualche stupido ti amo – 3:00 (Carson Parks, Giorgio Calabrese)
3. Ci sarà – 4:05 (Dario Farina, Cristiano Minellono)
4. Nel sole – 4:20 (Albano Carrisi, Pino Massara, Vito Pallavicini)
5. Mattino – 2:21 (Ruggero Leoncavallo, Vito Pallavicini)
6. Acqua di mare – 3:50 (Albano Carrisi, Vito Pallavicini)
7. A message – 3:54 (Romina Power, Daniel Tadros, Eric Tadros)
8. We'll Live It All Again – 5:16 (Albano Carrisi, Romina Power)
9. Caruso – 2:34 (Lucio Dalla)
10. Nessun dorma – 1:52 (Giacomo Puccini, Giuseppe Adami, Renato Simoni)
11. Nel blu dipinto di blu (Volare) – 3:27 (Domenico Modugno, Franco Migliacci)
12. Medley – 2:34
13. U.S.America – 4:04 (Maurizio Fabrizio, Romina Power)
14. Libertà – 4:25 (Springbook, L.B.Horn, Willy Molco, Romina Power, Vito Pallavicini)
15. Sempre sempre – 3:57 (Claude Lemesle, Michel Carrè, Michel Gouty, Vito Pallavicini)
16. Magic Medley – 12:25
17. Sharazan – 5:20 (Ciro Dammicco, Albano Carrisi, Romina Power)
18. Felicità – 3:52 (Dario Farina, Gino De Stefani, Cristiano Minellono)